# Marek Dobrodinský
Marek Dobrodinský (* 24. října 1962 Praha) je český komik, bavič, skladatel a herec. Nejvíce známým se stal vystupováním společně se Zdeňkem Izerem.

## Život
Narodil se 24. října 1962 v Praze.
Během základní vojenské služby se zúčastnil soutěže, ve které vystupoval jako bavič. V porotě seděl Zdeněk Izer, kterému se jeho výstup líbil. Nabídl mu, že s ním může po vojně vystupovat. Po odsloužení se komici dali dohromady a začali spolu vystupovat.
Často se objevovali v televizních estrádách, silvestrovských speciálech a různých pořadech. Rovněž společně vystupovali po divadlech.
Měli několik pořadů, například Kanál Izer I nebo Zdeněk Izer show I.
Bavičské duo se rozpadlo, protože se Izerovi nelíbilo to, že se Dobrodinský začal více věnovat skládání písniček pro svou manželku Gabrielu Goldovou.
Po konci komediálního dua se začal více věnovat hudbě. Stáhl se z televize a médií, ale s vystupováním nikdy nepřestal. Se svými výstupy pokračoval, ale v menším měřítku.

## Osobní život
Byl ženatý s českou zpěvačkou Gabrielou Goldovou, která se proslavila převážně v Polsku. Pár se ale po letech rozvedl. Měli spolu syna a mladší dceru.

## Filmografie

### Filmy
- Česká policejní akademie 1. (1993)
- Kanál Izer I (1994)
- 7 dní, čili tejden (1997)
- Menší krize v televize !? (2001)
- Školní výlet (2012)